# Пристава (Нова Гориця)
Пристава (словен. Pristava) — поселення в общині Нова Гориця, Регіон Горишка, Словенія. Висота над рівнем моря: 105,3 м. Сателіт міста Нова Гориця.